# マーク・デイヴィス (アニメーター)
マーク・デイヴィス（Marc Fraser Davis、1913年3月30日 - 2000年1月12日）は、アメリカ合衆国カリフォルニア州ベーカーズフィールド出身のアニメーター。かつてウォルト・ディズニー・プロダクション所属していた。ナイン・オールドメンのメンバーである。

## 経歴
1935年にウォルト・ディズニー・プロダクションへ入社。白雪姫でクリーンナップを担当していた。バンビ製作時に初期段階のスケッチデザインとして描いた絵をウォルト・ディズニーが気に入り、ストーリー・スケッチ及びキャラクター・デザインに本格的に起用した。そこで実力を発揮した後に、シンデレラやピーター・パンのティンカー・ベル、眠れる森の美女のマレフィセントとオーロラ姫を担当するなど、数々の魅力的な女性キャラクターを生み出したアニメーターである。
また、101匹わんちゃん以降はディズニーランドの仕事に携わり、カリブの海賊やホーンテッドマンションのコンセプト・スケッチなど多くのアトラクションに関わった。

## 女性キャラクターの生みの親
ディズニー・スタジオ内では、数多くの女性キャラクターを描いた生みの親として有名であり、上記に書いてある通り事実白雪姫を除くディズニープリンセスのシンデレラやオーロラ姫、ティンカーベル、クルエラ・ド・ビル、マレフィセントなど悪役として登場する女性も担当していた。また、女性以外のキャラクターはバンビを担当した。また、このマークのように女性キャラクターの生みの親として有名なのは、同じディズニー・スタジオに在籍しているアニメーターであるマーク・ヘンとグレン・キーンである。

## 代表作

### テレビ
| アメリカ放送年 日本放送年 | 邦題 原題                   | タイトル 原題                                   | 担当 | 備考                                         |
| ------------------------- | --------------------------- | ----------------------------------------------- | ---- | -------------------------------------------- |
| 1955年 1958年             | ディズニーランド Disneyland | All About Magic The Story of the Silly Symphony | 原画 | 日本未発売DVD「YOUR HOST WALT DISNEY」に収録 |

### 映画
| アメリカ公開年 日本公開年 | 日本語題 原題                                                                                  | 担当     | キャラクター              | 備考                                                                |
| ------------------------- | ---------------------------------------------------------------------------------------------- | -------- | ------------------------- | ------------------------------------------------------------------- |
| 1937年 1950年             | 白雪姫 Snow White and the Seven Dwarfs                                                         | 原画     | 白雪姫                    | DVD「白雪姫」に収録                                                 |
| 1938年                    | 牡牛のフェルディナンド Ferdinand the Bull                                                      | 原画     | なし                      | 日本未発売DVD「Timeless Tales Volume Two」に収録                    |
| 1942年 1951年             | バンビ Bambi                                                                                   | 原画     | バンビ とんすけ           |                                                                     |
| 1942年                    | グーフィーの野球教室 How to Play Baseball                                                      | 原画     | なし                      | 日本未発売DVD「CLASSIC CARTOON FAVORITES Extreme SPORTS Fun」に収録 |
| 1945年                    | グーフィーの猛獣狩り African Diary                                                             | 原画     | なし                      | 日本未発売DVD「It's A Small World of FUN! VOLUME 1 」に収録         |
| 1946年                    | 南部の唄 Song of the South                                                                     | 原画     | ブレア・ラビット          | VHSおよびLDが発売されていたが、現在はともに廃盤                     |
| 1947年                    | ファン・アンド・ファンシーフリー Fun And Fancy Free                                            | 原画     | なし                      | 日本未発売DVD「FUN AND FANCY FREE」に収録                           |
| 1949年                    | たのしい川べ (柳に吹く風) The Wind in the Willows                                              | 原画     | なし                      | 日本未発売DVD「Timeless Tales Volume Two」に収録                    |
| 1949年                    | わが心にかくも愛しき(私の心よ) So Dear to My Heart                                             | 脚本     | なし                      |                                                                     |
| 1949年                    | イカボードとトード氏 The Adventures of Ichabod and Mr. Toad                                    | 原画     | なし                      | 日本未発売DVD「The Adventures Ichabod and Mr. Toad」に収録          |
| 1950年 1952年             | シンデレラ Cinderella                                                                          | 作画監督 | シンデレラ                |                                                                     |
| 1951年 1953年             | ふしぎの国のアリス Alice in Wonderland                                                         | 作画監督 | アリス                    |                                                                     |
| 1952年                    | 小さな家 The Little House                                                                      | 作画監督 | なし                      | 日本未発売DVD「It's A Small World of FUN! VOLUME 3 」に収録         |
| 1953年 1955年             | ピーター・パン Peter Pan                                                                       | 作画監督 | ティンカー・ベル          |                                                                     |
| 1953年                    | メロディ Melody                                                                                | 作画監督 | なし                      | 日本未発売DVD「DISNEY PARTIES」に収録                               |
| 1953年                    | プカドン交響楽 Toot Whistle Plunk and Boom                                                     | 作画監督 | なし                      | 日本未発売DVD「DISNEY PARTIES」に収録                               |
| 1959年 1960年             | 眠れる森の美女 Sleeping Beauty                                                                 | 作画監督 | オーロラ姫 マレフィセント |                                                                     |
| 1961年 1962年             | 101匹わんちゃん One Hundred and One Dalmatians                                                 | 作画監督 | クルエラ・ド・ヴィル      |                                                                     |
| 1975年                    | ザ・マッドキャップ・アドベンチャーズ・オブ・ミスター・トード The Madcap Adventures of Mr. Toad | 原画     | なし                      |                                                                     |

### テーマパーク
| テーマパーク                   | テーマパーク           | テーマランド               | アトラクション名             | 役職             |
| ディズニーランド               | ディズニーランド       | アドベンチャーランド       | ジャングルクルーズ           | コンセプトアート |
| ディズニーランド               | ディズニーランド       | アドベンチャーランド       | 魅惑のチキルーム             | コンセプトアート |
| ディズニーランド               | ディズニーランド       | ニューオーリンズ・スクエア | カリブの海賊                 | コンセプトアート |
| ディズニーランド               | ディズニーランド       | ニューオーリンズ・スクエア | ホーンテッドマンション       | コンセプトアート |
| ニューヨーク万国博覧会         | ニューヨーク万国博覧会 | ニューヨーク万国博覧会     | イッツ・ア・スモールワールド | コンセプトアート |
| ウォルト・ディズニー・ワールド | マジック・キングダム   | フロンティアランド         | カントリーベア・ジャンボリー | コンセプトアート |
| 東京ディズニーランド           | 東京ディズニーランド   | アドベンチャーランド       | ウエスタンリバー鉄道         | コンセプトアート |
| ------------------------------ | ---------------------- | -------------------------- | ---------------------------- | ---------------- |

## 受賞歴
- 1989年　－　ディズニー・レジェンド